# San Esteban de Litera
San Esteban de Litera è un comune spagnolo di 600 abitanti situato nella comunità autonoma dell'Aragona.
Fa parte di una subregione denominata Frangia d'Aragona. Lingua d'uso, è, da sempre, un dialetto appartenente al catalano occidentale.